# Ligne de Watten - Éperlecques à Bourbourg
La ligne de Watten - Éperlecques à Bourbourg est une ligne ferroviaire française à écartement standard, non électrifiée à voie unique reliant la gare de Watten - Éperlecques sur la ligne de Lille aux Fontinettes à celle de Bourbourg sur la ligne de Coudekerque-Branche aux Fontinettes. Elle est déposée sur tout son parcours.
Elle constitue la ligne no 303 000 du réseau ferré national.

## Historique
La ligne « de Gravelines à Watten » est concédée à titre définitif par une convention signée le 22 mai 1869 entre le ministre des Travaux publics et Messieurs Anatole de Melun, conte Charles Werner de Mérode, Louis Dupont, Florimond de Coussemaker, Isidore-David Portau, Benjamin Labarbe. Cette convention est approuvée à la même date par un décret impérial.
La construction de cette ligne est entreprise par la Compagnie des chemins de fer du Nord-Est qui s'est substituée aux concessionnaires initiaux. Toutefois, dès le 17 décembre 1875, la Compagnie des chemins de fer du Nord-Est signe un traité avec la Compagnie des chemins de fer du Nord pour l'exploitation jusqu'à l'échéance de la concession de l'ensemble des lignes dont elle est concessionnaire. Ce traité est approuvé par un décret le 20 mai 1876.
La ligne est rattachée au réseau de Compagnie des chemins de fer du Nord selon les termes d'une convention signée entre le ministre des Travaux publics et la compagnie le 5 juin 1883. Cette convention est approuvée par une loi le 20 novembre suivant. Toutefois, la Compagnie des chemins de fer du Nord n'en deviendra pleinement concessionnaire qu'à la suite d'un traité passé avec la Compagnie des chemins de fer du Nord-Est le 30 mars 1889 et approuvé par une loi le 7 février 1890.
La ligne est fermée au trafic voyageurs le 9 janvier 1939, au trafic marchandises sur la section de Watten-Eperlecques à Saint-Pierre-Brouck (10,2 km) en 1940 et de Saint-Pierre-Brouck à Bourbourg (4,5 km) le 1er novembre 1958.
La section de Watten - Éperlecques à Saint-Pierrebrouck (PK 76,664 à 83,200) est déclassée par décret le 12 novembre 1954.

## Description de la ligne

### Tracé - Parcours
La ligne prenait naissance près de la gare de Watten - Éperlecques à partir de la ligne de Lille aux Fontinettes et se terminait à la gare de Bourbourg, sur la ligne de Coudekerque-Branche aux Fontinettes. 

### Infrastructure
La ligne est un chemin de randonnée pédestre (GR 128-128 A) du pont sur le canal de Bourbourg jusqu'à l'entrée de Holque (environ 10 km).

## Exploitation
La voie a été déposée.